# Dąbrowa (Łódź)
Dąbrowa – dawna podłódzka wieś, obecnie osiedle w południowej części miasta, na Górnej.

## Historia
Prawdopodobnie nazwa tego rejonu pochodzi od licznego drzewostanu. Dopiero w drugiej połowie XVIII wieku sprowadzono olędrów polskich i niemieckich, a na wykarczowanych polach stały Holędrów Choiński i wieś Dąbrówka, zwana też Dąbrową. Nowo powstałe osady weszły w skład parafii Mileszki erygowanej przez Jana Bogorię Skotnickiego, arcybiskupa gnieźnieńskiego.
W 1822 roku według „Tabeli miast i wsi” Dąbrowa łącznie z pojawiającą się wtedy Hutą Chojeńską liczy 322 mieszkańców i 34 domy, istniał dom kantora ewangelickiego.
Od 1867 w gminie Chojny należącej do powiatu łodzińskiego (łódzkiego) w guberni piotrkowskiej. Pod koniec XIX wieku Dąbrowa zaczęła się niezmiernie intensywnie urbanizować. Powstały zakłady przemysłowe, zaczęła się parcelacja lasów i pól oraz ziem należących do chłopów. W jej rezultacie powstało drugie, co do wielkości przedmieście Łodzi, którego centralnym placem był Czerwony Rynek.
W 1906 roku władze carskie włączyły do miasta sąsiadujące z nią tereny, wśród nich Dąbrówkę oraz Chojny Kolonię. 18 sierpnia 1915 pozostałą część Dąbrowy włączono do Łodzi.
Po I wojnie światowej, powstawać zaczęły na Chojnach i Dąbrowie całe osady domków jednorodzinnych oraz gospodarstw ogrodniczych, (zamieszkało tu wielu tramwajarzy).
1 września 1933 utworzono gromadę (sołectwo) Dąbrowa w granicach gminy Chojny, składającą się ze wsi Dąbrowa, Kowalewszczyzna i Chojny E.
Podczas II wojny światowej włączona do III Rzeszy. Po wojnie Dąbrowa powróciła na krótko do powiatu łódzkiego woj. łódzkim, lecz już 13 lutego 1946 włączono ją do Łodzi
W latach 1960–1975 zbudowano wielkie osiedle mieszkaniowe. Wywłaszczono licznych gospodarzy i ogrodników oraz wielu właścicieli domków jednorodzinnych. Projektantami osiedla w wyniku konkursu zorganizowanego przez Komitet do Spraw Urbanistyki i Architektury zostali mgr inż. Czesław Kaźmierski i mgr inż. arch. Bolesław Tatarkiewicz. Na południe od istniejącej ulicy Dąbrowskiego powstało osiedle Dąbrowa I, a na północ Dąbrowa II. Projektowane osiedle miało liczyć około 50000 mieszkańców, w tym Dąbrowa I aż 30000. Pierwsze budynki mieszkalne powstały w rejonie ulic Zapolskiej i Umińskiego w systemie szkieletowym. Następne budowano już w systemie wielkiej płyty. Budynki na całym osiedlu wykonało specjalnie powołane w tym celu Przedsiębiorstwo Budownictwa Wielkopłytowego „Dąbrowa”.